# MMAB
MMAB (англ. Methylmalonic aciduria (cobalamin deficiency) cblB type) – білок, який кодується однойменним геном, розташованим у людей на короткому плечі 12-ї хромосоми. Довжина поліпептидного ланцюга білка становить 250 амінокислот, а молекулярна маса — 27 388.
| 10         |  | 20         |  | 30         |  | 40         |  | 50         |
| ---------- |  | ---------- |  | ---------- |  | ---------- |  | ---------- |
| MAVCGLGSRL |  | GLGSRLGLRG |  | CFGAARLLYP |  | RFQSRGPQGV |  | EDGDRPQPSS |
| KTPRIPKIYT |  | KTGDKGFSST |  | FTGERRPKDD |  | QVFEAVGTTD |  | ELSSAIGFAL |
| ELVTEKGHTF |  | AEELQKIQCT |  | LQDVGSALAT |  | PCSSAREAHL |  | KYTTFKAGPI |
| LELEQWIDKY |  | TSQLPPLTAF |  | ILPSGGKISS |  | ALHFCRAVCR |  | RAERRVVPLV |
| QMGETDANVA |  | KFLNRLSDYL |  | FTLARYAAMK |  | EGNQEKIYMK |  | NDPSAESEGL |
|            |  |            |  |            |  |            |  |            |

A: Аланін

C: Цистеїн

D: Аспарагінова кислота

E: Глутамінова кислота

F: Фенілаланін

G: Гліцин

H: Гістидин

I: Ізолейцин

K: Лізин

L: Лейцин

M: Метіонін

N: Аспарагін

P: Пролін

Q: Глутамін

R: Аргінін

S: Серин

T: Треонін

V: Валін

W: Триптофан

Кодований геном білок за функціями належить до трансфераз, фосфопротеїнів. 
Задіяний у такому біологічному процесі, як ацетилювання. 
Білок має сайт для зв'язування з АТФ, нуклеотидами. 
Локалізований у мітохондрії.